# Joto-ku (Osaka)
Jōtō-ku (城東区 Jōtō-ku?) es uno de los 24 barrios de la ciudad de Osaka, Japón. Hasta el 1 de agosto de 2011 tenía una población estimada de 165.655 habitantes y una densidad de 19,670 personas por metro cuadrado. La superficie total del barrio es de 8,42 km².
Antonio Guerrero